# Setsoto Stadium
Setsoto Stadium – wielofunkcyjny stadion w stolicy Lesotho – Maseru. Jest używany do meczów piłki nożnej, a także posiada bieżnię. Swoje mecze rozgrywają na nim reprezentacja Lesotho w piłce nożnej oraz drużyny piłkarskie LCS i Matlama FC. Stadion mieści 20 000 widzów.